# آندرسا کاوالاری ماچری
آندرسا کاوالاری ماچری (انگلیسی: Andressa Cavalari Machry؛ زادهٔ ۱ مهٔ ۱۹۹۵) بازیکن فوتبال اهل برزیل است.
از باشگاه‌هایی که در آن بازی کرده‌است می‌توان به هیوستون دش اشاره کرد.
وی همچنین در تیم ملی فوتبال زنان برزیل بازی کرده‌است.